# مک‌گاورن (پنسیلوانیا)
مک‌گاورن (به انگلیسی: McGovern) یک منطقهٔ مسکونی در ایالات متحده آمریکا است که در پنسیلوانیا واقع شده‌است. مک‌گاورن ۲٬۷۴۲ نفر جمعیت دارد.